# Thomas Morgenstern
Thomas Morgenstern poznat kao "Morgi" (Spittal na Dravi, 30. listopada 1986.) je austrijski skijaš skakač.
Debitirao je 2002. godine na Turneji četiri skakaonice u Oberstdorfu gdje je bio deveti. U Garmisch-Partenkirchenu je bio 25., u Innsbrucku opet deveti te naposljetku u Bischofshofenu šesti. Prvu pobjedu ostvario je 2003. godine u Liberecu, pet dana nakon završetka turneje. Morgenstern ima dvije zlatne medalje s Olimpijskih igara u Torinu.
Na početku sezone 2007./2008. imao je šest pobjeda u nizu što je rekord svih vremena.

## Vanjske poveznice
- FIS Profil  Arhivirana inačica izvorne stranice od 29. rujna 2007. (Wayback Machine)